# Coll d'Ardit
El Coll d'Ardit és una muntanya de 254 metres que es troba al municipi del Perelló, a la comarca catalana del Baix Ebre.